# Skyhammer
Skyhammer is een computerspel dat werd ontwikkeld door Rebellion Developments en uitgegeven door Songbird Productions. Het spel kwam in 2000 uit voor de Atari Jaguar. Het perspectief van het spel is in de eerste persoon. De speler vliegt in een helikopter in een futuristische stad. De speler is ingehuurd door een groot bedrijf Cytox en moet haar gebouwen beschermen. Het spel kan gespeeld worden in twee modi, namelijk: 'Mission Mode' en 'Battle Mode'. Het doel van het spel is alle missies succesvol af te sluiten. Het perspectief van het spel wordt getoond in de eerste persoon.

## Ontvangst
- The Atari Times: 93%
- neXGam: 88%
- Video Game Critic: 83%
- Atari Gaming Headquarters: 80%
- Defunct Games: 70%